# Koruza
Korúza (znanstveno ime Zea mays) je enoletna žitarica, izvira iz Amerike, s perujskega višavja v Andih, ki je nastala iz naravno rastoče divje koruze. Udomačili so jo v Mezoameriki. Največje pridelovalke koruze na svetu so ZDA, v Evropi pa jo pridelujejo predvsem jugovzhodne dežele.
Nekatere sorte koruze v nekaterih predelih rastejo v višino tudi do 7 m. Drugače pa je večina sort, ki se znajdejo na trgu, visokih do 2,5 m. Sladka koruza je po navadi nižja od poljske. Med žiti je koruza na tretjem mestu po razširjenosti, takoj za rižem in pšenico. Rastlina zahteva toplo podnebje in precej vlage. Klas je v obliki storža, obdan z ličjem.

## Opis
Koruza spada v družino trav in je enoletna rastlina, ki jo ljudje gojijo za prehrano in za živalsko krmo. Steblo je okroglo, ravno in votlo, sestavljeno pa je iz 8–21 členkov. Iz vsakega kolenca poganjata po dva nasprotna ozka in proti koncu zašiljena lista. Posamezen list je dolg med 30 in 100 cm in je vzporedno ožiljen. Po sredini lista poteka glavna žila. Rastlina ima ženske in moške cvetove, ki so med seboj ločeni. Moški cvetovi se nahajajo na vrhu rastline, ženski pa poženejo izza najnižjih listov rastline. Oplojeni ženski cvetovi razvijejo zrna, ki so zbrana v stroke, v katerih je lahko od 30 do 1000 semen. Ta so lahko različnih barv, od rumene ali bele do rdeče ali črne.

## Koruzno zrno
Koruzno zrno se po obliki in velikosti precej razlikuje od zrn ostalih vrst žit. Po barvi ločimo belo, rdečo in rumeno koruzo, po velikosti zrn pa drobno in debelozrnato. Kalček je precej večji kot pri drugih žitih, saj zajema 9–16 % zrna. 
Vsebnost maščob v koruzi je nekoliko višja kot pri večini ostalih žit. Glede na zgradbo zrna ločimo zobanko, poltrdinko, trdinko in pokovko. To pogojuje njeno uporabno vrednost. Poltrdinka in trdinka sta najprimernejši za mletje v zdrobe in moko ter izdelavo koruznih kosmičev. Zobanke so primernejše za t. i. mokro mletje, pri katerem pridobivamo koruzni škrob, ki ga lahko naprej hidroliziramo do dekstroze, koruznega sirupa ali glukoze, ali pa ga uporabljamo kot sredstvo za zgoščevanje.

## Zgradba koruznega zrna
Ločimo več vrst koruze, ki se razlikujejo tako po obliki kot tudi po sestavi zrnja. Glavni sestavni deli koruznega zrna so meljak (endosperm), kalček in luska. Za predelavo je najvažnejši del endosperm, iz katerega dobimo drobljenec, zdrob in moko. Nezaželen pa je kalček, ki lahko predstavlja od 9–16 % mase zrna in ga v procesu predelave koruze izdvajamo. Vsebuje dosti maščob, pa tudi beljakovin, sladkorjev in pepela. V njem najdemo še vitamine in encime.
ENDOSPERM je sestavljen iz t. i. moknatega in klenega endosperma. Tik ob luski je alevronski sloj (ca. 3 %), ki se izdvaja z lusko.
KLENI ENDOSPERM se nahaja ob zunanjem delu zrna. Delež klenega endosperma je zelo važen pokazatelj tehnološke kakovosti, saj je od njega odvisen delež zdrobov in drobljenca pri predelavi. Pri zobankah je to razmerje 2:1 v korist klenega endosperma, pri trdinkah pa je endosperm v celoti klen. Ta kleni del endosperma vsebuje več beljakovin in ima bolj zbita škrobna zrnca. Ta del je mehansko zelo odporen in se težko drobi. Dobljeni drobljenec je sipek in delci imajo pravilno poliedrično obliko.
MOKNATI ENDOSPERM zapolnjuje prostor med kalčkom in klenim endospermom. Beljakovinske matrice okoli granul škroba so tanke, z zračnimi medprostori. Zato je ta del mehansko neodporen in se pri mletju prvi drobi v drobne delce moke in delno v delce zdroba. Za predelavo je poleg razmerja kleni - moknati endosperm pomemben pokazatelj kakovosti tudi količina lomljenih in napokanih zrn. Na odprtih delih zrn se rade zaredijo plesni, ki s svojimi škodljivimi produkti (mikotoskini) kvarijo surovino.

## Pridelava
| ZDA                                                                      | 333.010.910 |     |
| Ljudska republika Kitajska                                               | 163.118.097 |     |
| Brazilija                                                                | 51.232.447  |     |
| Mehika                                                                   | 20.202.600  |     |
| Indonezija                                                               | 17.629.740  |     |
| Indija                                                                   | 17.300.000  |     |
| Francija                                                                 | 15.299.900  |     |
| Argentina                                                                | 13.121.380  |     |
| Južna Afrika                                                             | 12.050.000  |     |
| Ukrajina                                                                 | 10.486.300  |     |
| Skupaj svet                                                              | 817.110.509 | [A] |
| Brez simbola = uradna številka, A = uradni, neuradni podatki ali ocena). |             |     |

Koruzo so leta 2009 gojili na več kot 159 milijonih hektarjev kmetijskih površin, povprečni pridelek pa je bil nekaj več kot 5 t/ha.

### Pridelava koruze v Sloveniji
V Sloveniji je bila po statističnih podatkih Statističnega urada RS leta 2010 koruza posejana na 36.433 hektarjih, leta 2011 na 40.185 hektarjih in leta 2012 na 39.166 hektarjih kmetijskih površin. Leta 2010 je bilo v Sloveniji po istih podatkih pridelano 311.117 ton koruze za zrnje, leta 2011 nekoliko več (349.030 ton), leta 2012 pa le 277.358 ton. Povprečen pridelek je torej znašal leta 2010 8,5 t/ha, leta 2011 8,7 t/ha, leta 2012 pa le 7,1 t/ha.

## Hibridna koruza
Hibridna koruza (večinoma se uporablja za krmo domačih živali, ne za človeško prehrano) je rezultat križanja različnih samooplodnih linij koruze, da se ustvari rastlina z izboljšanimi lastnostmi, zaradi večjega pridelka, boljše odpornosti na bolezni, enotne rasti in večje prilagodljivosti na vremenske vplive. Semena, ki jih dobimo iz hibridne koruze, v naslednji generaciji nimajo istih lastnosti in bi bile rastline genetsko neenotne.
Semena teh hibridov so pogosto tretirana s fungicidi, insekticidi in biostimulanti, kar sicer poveča pridelek, pa tudi stroške. S sejanjem hibridov postanejo kmetje povsem odvisni od dobaviteljev, saj ne morejo sami vzgajati semen za naslednjo sezono. 

### Genetsko spremenjeni organizmi
Obstajajo tudi pomisleki zaradi genetsko spremenjenih organizmov (GSO). Čeprav je v Evropski uniji dovoljena le ena SGO sorta koruze (MON810), so se tudi v Sloveniji pojavile zahteve za ustavitev prodaje Monsantovih semen (danes del koncerna Bayer).

## Prehranska vrednost
Koruzno zrno vsebuje veliko vitamina B1 (tiamina), 150 miligramov na 100 g koruze. Ta vitamin je pomemben pri Krebsovemu ciklu za tvorbo energije, saj pri presnovi pomaga razgraditi molekule ogljikovih hidratov v molekule glukoze. Glukoza pa je vir energije za možganske in živčne celice. Vsebuje tudi mangan, ki skrbi za mentalno vitalnost, izboljšuje spomin in koncetracijo. Drugi vitamini in minerali, ki jih najdemo v koruzi, so: biotin, niacin, pantotenska kislina, folna kislina, železo, magnezij, cink, selen.

## Škodljivci in bolezni na koruzi
Največji škodljivci koruze so ličinke (strune) hroščev pokalic (Agriotes ustulatus, Agriotes sputator, Agriotes obscurus, Agriotes lineatus), ki obžirajo seme, korenine in pritlehni del stebla koruze. Poleg strun sta pomembna škodljivca koruze tudi koruzna vešča (Ostrinia nubilalis), katere gosenice vrtajo rove po steblih in storžih, in koruzni hrošč (Diabrotica virgifera virgifera), ki se hrani na koruznih listih, njihove ličinke pa se sprva prehranjujejo na nežnejšem zunanjem koreninskem tkivu oziroma na koreninskih laskih, kasneje pa vrtajo rove v korenine..
Med najpomembnejše bolezni koruze spadajo glivične okužbe, ki jih povzročajo glive iz rodu H. turcicum, H. carbonum, H. mayd, ki povzročajo listno pegavost in progavost, okužbe z glivami iz rodu Fusarium (F. graminearum, F. moniliforme, F. culmorum, F. sambucinum, F. lateritium), koruzna rja (Puccina maydis), koruzna plesen (Sclerophthora macrosperma) ter koruzna snet (Ustilago maydis).
Koruzna snet je gliva, ki je mlada užitna, njeno meso pa je sladkasto in aromatično. Tudi sicer velja koruzna snet za odlično, vsestransko uporabno glivo, dokler je mlada in trdna. Zrel trosni prah pa lahko povzroči zastrupitve. Prav zaradi okusnosti koruzne sneti so se ponekod lotili umetne gojitve, saj iz vsakega zrna okužene koruze zraste nova rastlina, na kateri se razvije trosnjak glive. Tako lahko kmet, ki goji okuženo koruzo s prodajo sneti zasluži veliko več, kot bi zaslužil s prodajo koruze. Gliva najbolje uspeva pri temperaturah med 25 in 34 °C, in sicer v času zurenja koruze. Pri nekaterih plemenih ameriških staroselcev so koruzno snet uporabljali za spodbujanje popadkov pri nosečnicah.

## Pridobivanje bioetanola iz koruze
V zadnjih letih se proizvodnja bioetanola iz koruze povečuje, kar koruzi dviga ceno na tržišču. Energijska učinkovitost pridobivanja etanola iz sladkorja ali drugih nizkopolimernih ogljikovih hidratov iz zrn koruze je sicer nizka. O pridobivanju iz koruze poteka celo razprava, ali se pridobi več energije kot jo je potrebno vložiti (Ministrstvo za energijo ZDA (DOE) trdi, da je učinek pridobivanja etanola iz koruze že sedaj pozitiven), nekateri znanstveniki pa, da je neto bilanca negativna.